# Synapse réciproque
 (décembre 2013).
Si vous disposez d'ouvrages ou d'articles de référence ou si vous connaissez des sites web de qualité traitant du thème abordé ici, merci de compléter l'article en donnant les références utiles à sa vérifiabilité et en les liant à la section « Notes et références ».
Les synapses réciproques sont caractérisées par une transmission de neurotransmetteurs entre deux synapses dans deux sens différents par un mécanisme mettant en jeu deux sites plus ou moins adjacents. Le sens est repérable à la présence et à l'orientation des vésicules synaptiques dans le bouton axonal.